# Кампания по эстонизации имён и фамилий (1920—1940)
Кампания по эстонизации имён и фамилий (эст. Nimede eestistamine) проводилась при поддержке государства во времена существования Первой Эстонской республики (1918—1940). Её суть заключалась в переводе неэстонских по происхождению личных имён и фамилий на эстонский язык или изменению их звучания на эстонский манер. Кампания проводилась и финансировалась правительственными органами различного уровня (от Президента до местных муниципалитетов). В качестве аргументов эстонизации приводились требования эстонской национальной общественности об укреплении самосознания жителей новой Эстонской Республики, абсолютного доминирования эстонского элемента в ней, а также желание избавиться от наследия прежних (царских) времён и господства остзейских помещиков и горожан, под влиянием которых которых большинство эстонских крестьян даже в царское время получило немецкие фамилии и имена.
Кампания делилась на два этапа: добровольный (1921—1934 гг.) и насильственный, осуществлявшийся во времена диктатуры Константина Пятса (1934—1940), когда были созданы Центральное бюро эстонизации имён (с отделами) и Союз эстонизации имён, которыми руководила Национальная служба пропаганды.
По данным Центрального бюро эстонизации имён, в Эстонии насчитывалось 400 тысяч граждан эстонской национальности с иностранными именами. В результате кампании свыше 200 000 граждан страны изменили свои фамилии. Согласно данным Национального архива Эстонии, от Министерства внутренних дел ему поступило более 120 тысяч дел об эстонизации имен за период 1920—1944 годов.
Реформа затронула в основном этнических эстонцев, сменивших свои фамилии с немецких на эстонские, а также сету, русско-сетуские имена и фамилии которых были эстонизированы. Несмотря на кампанию, большинство русских и русскоязычных граждан Первой республики, за редким исключением, сохранило неэстонские имена и фамилии. Кроме этого, не все эстонцы успели изменить свои немецкие фамилии, которые распространены до сих пор.

## Хронология кампании по эстонизации имён и фамилий
В годы Первой Эстонской Республики начало политике эстонизации было положено в 1921 году, когда гражданам Эстонии были предложено добровольно сменить неэстонские фамилии на эстонские по звучанию. В 1934 году, после того как Константин Пятс и Йохан Лайдонер установили в стране режим умеренной военной диктатуры, политика эстонизации имён получила более целенаправленную поддержку государственного аппарата. Однако, учитывая индивидуальные предпочтения Пятса, который фактически происходил из русскоязычной семьи (его мать была русской, а отец-эстонец принял православие, женившись на ней) и получил образование на русском языке, в процесс эстонизации 1930-х годов наиболее активно вовлекались этнические эстонцы, имеющие немецкие фамилии, которые им в XIX веке давали балтийские немцы. Пятс таким образом отстранился от крайне правых, которые выступали за сотрудничество с нацистской Германией. В результате к 1940 году свою фамилию эстонизировало более 200 000 граждан страны.
Как и в годы мадьяризации, наиболее популярным методом эстонизации был буквальный перевод немецких элементов фамилии на эстонский язык: Розенберг → Роозимяэ («розовая гора»). Но во многих случаях к немецкому корню добавлялось лишь эстонское окончание. Несмотря на то, что государственные деятели призывали население к выбору нейтральных, «серьёзных» имён, на деле новые эстонские фамилии получались гораздо более поэтичными по звучанию (Тыэлейд — «нахождение истины», Ыннела — «счастливый»), а иногда и вовсе были лишены буквального смысла (например, декоративные фамилии Пярнакиви — «липовый камень», Лаанепыльд — «дремучее поле»).
Следует отметить, что, за редким исключением, эстонизация имён и фамилий в годы Первой республики практически не затронула русскоязычное население страны. К 1940 году в стране продолжало проживать свыше 100 000 граждан, сохранивших неэстонские (в основном, русские) фамилии. Однако, в отношении народности сету эстонизация имён приняла насильственный характер.

## Государственная пропаганда

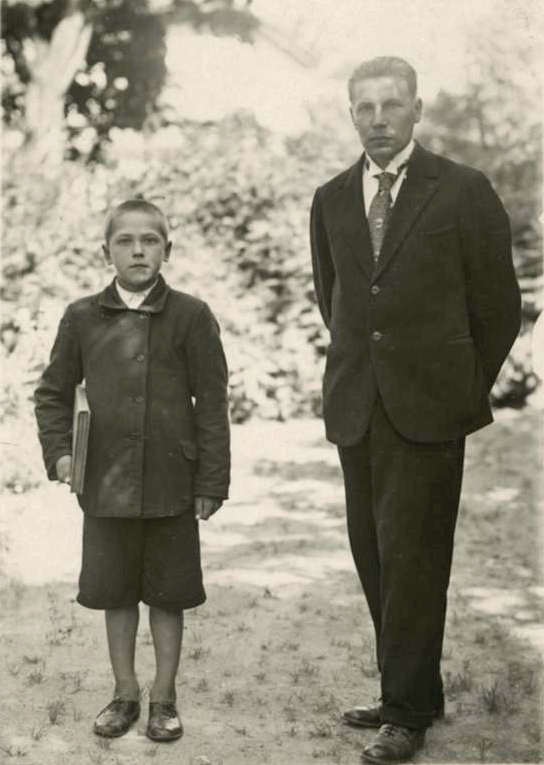
Paulopriit Voolaine (до эстонизации Paul Friedrich Pedmanson), эстонский архивариус, краевед, со своим учеником. Тарту, 1935 год

До начала 1930-х годов смена имён и фамилий в целом носила добровольный или рекомендательный характер. В сентябре 1934 г. по инициативе правительства Эстонии был создан Центральное бюро эстонизации имён, в конце 1935 года переименованное в Союз эстонизации имён. Одной из его задач было достижение того, чтобы за границей всех граждан Эстонии представляли только лица с эстонскими фамилиями. Как следствие, в стране началась повсеместная дискриминация и коренизация: в Рийгикогу и правление гражданских объединений избирались только члены с национальными фамилиями; эстонские имена получили все офицеры и студенты, их также должны были иметь все хористы, выступающие на народных праздниках, и т. д. В условиях диктатуры, под руководством Государственной службы пропаганды появился лозунгом «Каждому эстонцу — эстонское имя!». В крупномасштабной агитационной кампании участвовали деятели государства, местных самоуправлений и образовательных учреждений, члены формирования «Кайтселийт» и партии «Исамаалийт», различные молодёжные и женские организации и т. д. Более того, под нажимом партии «Исамаалийт» в главной почтовой конторе Таллина на каждое письмо начали ставили печать «Каждому эстонцу — эстонское имя!». Этот же призыв демонстрировали зрителям перед каждым киносеансом; параллельно не менее активная пропаганда развернулась в прессе и на радио; в городах разбрасывались листовки с призывом «избавиться от 100-летней оккупации немецких имен». Эстонские языковеды даже разработали инструкции для упрощения процедуры смены имён и фамилий, а также опубликовали список примеров «на выбор».
В фонде Рабочей комиссии Комитета истории Освободительной войны хранится составленный Центральным бюро эстонизации имён документ «Общие указания по проведению социального суда по иностранной фамилии», где приводится образцовый социальный процесс над восемью эстонцами с немецкообразными именами, которые не эстонизировали свои имена. В заключении процесса прокурор сказал следующие слова:

«Пословица „Имя человека не портит“ уже не верна! Если эстонец носит иностранное имя, то это имя не только портит человека, но и является позором для самосознания всей нации».

## Список известных лиц, эстонизировавших имена и фамилии в период Первой Эстонской республики

### Эстонцы
- Карл Август Айнбунд (эст. Karl August Einbund) → Каарел Ээнпалу (эст. Kaarel Eenpalu), эстонский политик.
- Ильмар Герберт Георг Верманн (эст. Ilmar Herbert Georg Wöhrmann) → Ильмар Вооремаа[эст.] (эст. Ilmar Vooremaa), эстонский врач.
- Ганс Лайпман (эст. Hans Laipman) → Антс Лайкмаа (эст. Ants Laikmaa), эстонский художник.
- Эрвин Мартсон (эст. Ervin Martson) → Айн-Эрвин Мере (эст. Ain-Ervin Mere), эстонский, советский и немецкий военный деятель.
- Кристиан Троссман (эст. Kristjan Trossmann) → Кристиан Палусалу (эст. Kristjan Palusalu), эстонский спортсмен.

### Неэстонцы
- Алексей Константинович Долгошев → Алексис Раннит; русскоязычный, позднее также и эстоноязычный писатель[9].
- Георгий Кузнецов → Юри Ярвет; русскоязычный, позднее двуязычный актёр, получивший эстонское имя в 1925 году в возрасте 5 лет, после усыновления семьёй эстонцев[3].
- Борис Баргунов → Борис Кабур, эстонский советский прозаик, драматург, переводчик и критик.